# みぞおち

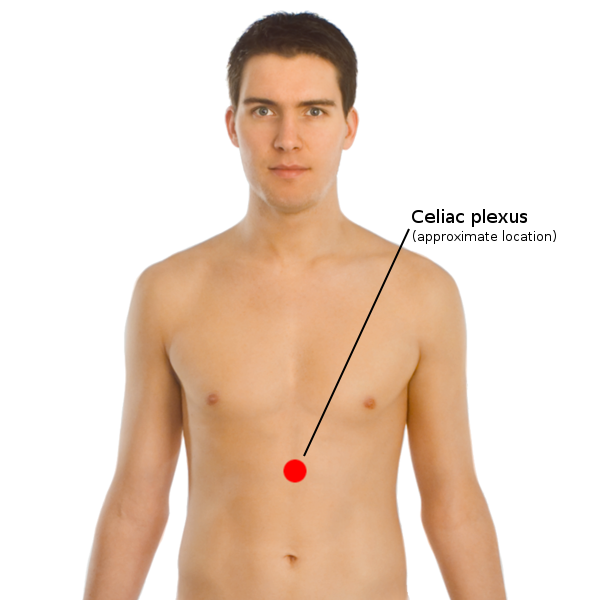
みぞおちの場所

みぞおちとは、人間の腹の上方中央にある窪んだ部位のこと。鳩尾（きゅうび、みぞおち）、水月（すいげつ）、心窩（しんか、しんわ）とも呼ばれる。
みぞおちの内部背中側には腹腔神経叢（ふっくうしんけいそう、英：celiac plexus, solar plexus. 独:solarplexus）という神経叢 (en:nerve plexus) がある。

## 概要

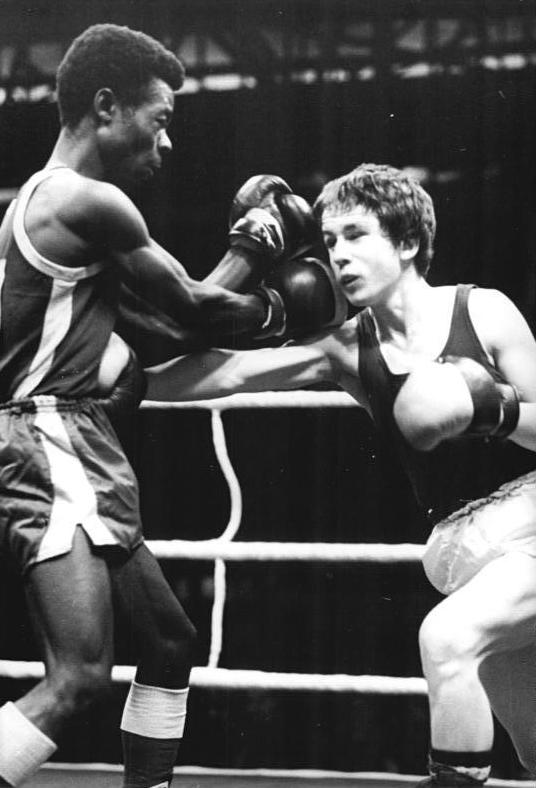
ボクシング試合におけるみぞおちへの攻撃（ストマックブロー）

東洋医学の経絡論においては、みぞおちは体の正中線上を走る任脈の「鳩尾（きゅうび）」という経穴（ツボ）となっている。
みぞおちを殴るなどして衝撃を与えると強い痛みを感じる。これは後述するようにみぞおち奥の腹腔神経叢には多数の交感神経（神経叢）が走っており、痛覚が鋭敏なためである。さらに衝撃で横隔膜の動きが瞬間的に止まることがあり、この場合呼吸困難に陥る。そのためみぞおちは人体の急所の一つとなっており、ボクシングや空手、ムエタイ、柔道の当身技、柔術、杖術などの格闘技や武道ではみぞおちを狙う攻撃が重要な技術となっている。
膵癌など、一部の内臓の癌治療においては、患者の痛みを和らげるためにみぞおちから麻酔注射を打つことがある。

### 腹腔神経叢
腹腔神経叢はみぞおちの奥、腰椎第一椎の高さに位置し、胃と肝臓の後ろで大動脈と腎臓に囲まれた横隔膜に張り付いた神経叢であり、骨盤神経(en:splanchnic nerves)、迷走神経の一部でもある。架橋弾性線維を通して腹腔神経節 (en:celiac ganglia) と繋がっている。大動脈腎動脈神経節 (en:aorticorenal ganglia) もこの神経叢の一部とする説がある。

#### 腹腔神経叢に関連する神経叢

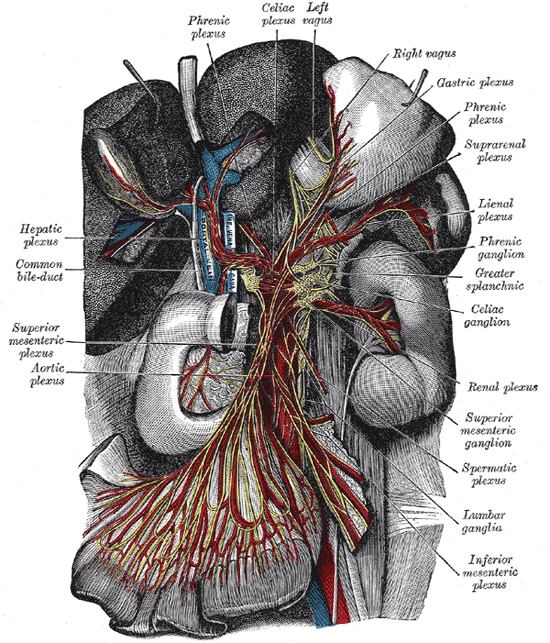
腹腔神経叢の解剖図

腹腔神経叢は以下の小さい神経叢が集まって出来ている。
- 肝神経叢 (en:Hepatic plexus)
- 脾神経叢 (en:Splenic plexus)
- 胃神経叢 (en:Gastric plexuses)
- 膵神経叢 (en:Pancreatic plexus)
- 副腎神経叢 (en:Suprarenal plexus)

さらに腹腔神経叢からは以下の神経叢が分岐している。
- 腎神経叢 (en:Renal plexus)
- 精巣動脈神経叢 / 卵巣動脈神経叢 (en:Testicular plexus / en:ovarian plexus)
- 上腸間膜動脈神経叢 (en:Superior mesenteric plexus)
- 下腸間膜動脈神経叢 (en:Inferior mesenteric plexus)

## 名称について
「みぞおち」は「飲んだ水が落ちるところ」という意味の「水落ち（みずおち）」が変化したものである。